# Campionat de Zúric 1989
L'edició del 1989 fou la 74a del Campionat de Zuric. La cursa es disputà el 20 d'agost de 1989, pels voltants de Zúric i amb un recorregut de 255,5 quilòmetres. El vencedor final fou el canadenc Steve Bauer, que s'imposà per davant d'Acácio da Silva i Rolf Gölz.
Va ser la novena cursa de la Copa del Món de ciclisme de 1989

## Classificació final
|    | Ciclista                 | Equip                     | Temps      |
| -- | ------------------------ | ------------------------- | ---------- |
| 1  | Steve Bauer (CAN)        | Helvetia-La Suisse        | 6h 45' 11" |
| 2  | Acácio da Silva (POR)    | Carrera-Vagabond          | + 03"      |
| 3  | Rolf Gölz (RFA)          | Superconfex-Yoko          | m. t.      |
| 4  | Rolf Sørensen (DEN)      | Ariostea                  | m. t.      |
| 5  | Raúl Alcalá (MEX)        | PDM-Concorde              | m. t.      |
| 6  | Andreas Kappes (RFA)     | Toshiba                   | m. t.      |
| 7  | Tony Rominger (SUI)      | Chateau d'Ax              | m. t.      |
| 8  | Marc Madiot (FRA)        | Toshiba                   | m. t.      |
| 9  | Bruno Cornillet (FRA)    | Z-Peugeot                 | m. t.      |
| 10 | Maurizio Fondriest (ITA) | Del Tongo-Mele Val Di Non | + 1' 21"   |